# Кратецько
Кратецько (хорв. Kratečko) — населений пункт у Хорватії, у Сисацько-Мославинській жупанії у складі міста Сисак.

## Населення
Населення за даними перепису 2011 року становило 199 осіб.
Динаміка чисельності населення поселення:

## Клімат
Середня річна температура становить 11,40 °C, середня максимальна – 25,79 °C, а середня мінімальна – -5,24 °C. Середня річна кількість опадів – 922 мм.
| Клімат поселення                              | Клімат поселення | Клімат поселення | Клімат поселення | Клімат поселення | Клімат поселення | Клімат поселення | Клімат поселення | Клімат поселення | Клімат поселення | Клімат поселення | Клімат поселення | Клімат поселення | Клімат поселення |
| Показник                                      | Січ.             | Лют.             | Бер.             | Квіт.            | Трав.            | Черв.            | Лип.             | Серп.            | Вер.             | Жовт.            | Лист.            | Груд.            |                  |
| Середній максимум, °C                         | 6,97             | 8,93             | 13,29            | 17,69            | 22,82            | 25,79            | 24,74            | 23,92            | 20,28            | 15,29            | 9,85             | 5,76             |                  |
| Середня температура, °C                       | 0,85             | 2,82             | 7,18             | 11,58            | 16,71            | 19,69            | 21,09            | 20,26            | 16,62            | 11,62            | 6,18             | 2,11             |                  |
| Середній мінімум, °C                          | −5,24            | −3,29            | 1,06             | 5,46             | 10,60            | 13,58            | 17,45            | 16,62            | 12,98            | 7,97             | 2,53             | −1,55            |                  |
| Норма опадів, мм                              | 57               | 54               | 63               | 77               | 81               | 93               | 83               | 85               | 82               | 85               | 91               | 71               |                  |
| Середньомісячна швидкість вітру, м/с          | 1.70             | 1.90             | 2.30             | 2.20             | 2.00             | 1.90             | 1.80             | 1.70             | 1.68             | 1.70             | 1.74             | 1.79             |                  |
| Середньомісячна сонячна радіація, кДж/м²·день | 4248             | 7048             | 10819            | 15259            | 19619            | 21711            | 22699            | 19902            | 14595            | 9017             | 4779             | 3522             |                  |
| --------------------------------------------- | ---------------- | ---------------- | ---------------- | ---------------- | ---------------- | ---------------- | ---------------- | ---------------- | ---------------- | ---------------- | ---------------- | ---------------- | ---------------- |
| Джерело:                                      |                  |                  |                  |                  |                  |                  |                  |                  |                  |                  |                  |                  |                  |